# I Cried a Tear
«I Cried a Tear» — пісня американської ритм-енд-блюзової співачки Лаверн Бейкер, випущена синглом у 1958 році на лейблі Atlantic. У 1959 році пісня посіла 2-е місце R&B Singles і 6-е в Hot 100 в чартах журналу «Billboard».

## Оригінальна версія
Пісня була написана Елом Джулією. Сесія звукозапису відбулась 11 вересня 1958 року в Нью-Йорк, в якій взяли участь ЛаВерн Бейкер (вокал), Урбі Грін (тромбон), Леон Коен (альт-саксофон), Кінг Кертіс (тенор-саксофон) невідомий музикант (вібрафон) Ерні Гейз (фортепіано), Еверетт Барксдейл, Ел Кайола (гітара), Мілт Гінтон (контрабас) і Панама Френсіс (ударні) з хором, до якого увійшли Білл Марін, Марсія Ніл, Джеррі Паркер і Майк Стюарт, а диригентом та аранжувальником виступив Реджі Обрехт.
Пісня вийшла у листопаді 1958 році на лейблі Atlantic на синглі із «Dix-a-Billy» на стороні «Б». У 1959 році пісня посіла 2-е місце R&B Singles і 6-е в Hot 100 в чартах журналу «Billboard», ставши одним з найбільших хітів в кар'єрі Бейкер.
Пісня була включена до альбому Бейкер Blues Ballads, який вийшов на Atlantic в серпні 1959 року.

## Інші версії
Пісню перезаписували інші виконавці, серед яких Клінтон Форд (лютий 1959), Ернест Табб (травень 1959), The Chordettes (1959), Рут Браун (1962) для Along Comes Ruth, Джеррі Голл (1963) та ін.